# Виларе
Виларе (болг. Виларе) — село в Болгарии. Находится в Великотырновской области, входит в общину Велико-Тырново. Население составляет 1 человек.

## Политическая ситуация
Виларе подчиняется непосредственно общине и не имеет своего кмета.
Кмет (мэр) общины Велико-Тырново — Румен Рашев (независимый) по результатам выборов.